# 캐나다 임페리얼 상업은행

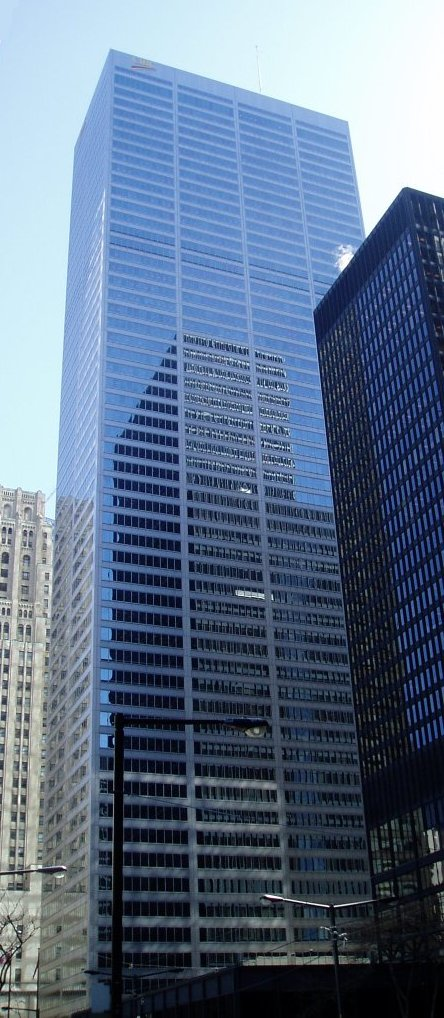
토론토의 커머스 코트.

캐나다 임페리얼 상업은행(영어: Canadian Imperial Bank of Commerce, 프랑스어: Banque Canadienne Impériale de Commerce, CIBC)은 캐나다의 5대 은행 가운데 하나이다. 이 은행의 본사는 온타리오주 토론토의 커머스 코트에 위치해 있다. CIBC의 은행 번호는 010이며, SWIFT 코드는 CIBCCATT이다.
이 기업은 포브스 글로벌 2000에서 172위를 차지하고 있다.

## 역사
오늘날의 캐나다 임페리얼 상업은행은 1961년으로 거슬러 올라간다. 이 은행은 캐나다 상업은행과 캐나다 임페리얼 은행의 합병을 통해 탄생하였다. 당시 캐나다 최대의 은행들 가운데 2군데였다.